# Eat Pray Love
Eat Pray Love ist eine US-amerikanische Bestsellerverfilmung aus dem Jahr 2010 von Regisseur Ryan Murphy, basierend auf dem gleichnamigen autobiografischen Roman von Elizabeth Gilbert. Der Film startete am 13. August 2010 gleichzeitig in Kanada und den USA. Am 23. September 2010 lief er in Deutschland an.

## Handlung
In der Autobiografie von Elizabeth Gilbert geht es um Selbstfindung und die Liebe zu sich selbst.
Elizabeth – kurz Liz – lebt gemeinsam mit ihrem Ehemann in einem Vorort von New York. Eigentlich sollte sie glücklich sein: Sie hat einen guten Job, keine Geldprobleme. Zudem hat sie zahlreiche aufmunternde Freunde und ist dennoch unglücklich. Und so kommt es, dass sie schließlich vor den Scherben ihrer Ehe steht. Unter anderem liegt es daran, dass ihr Mann sie schon seit längerem dazu drängt, eine Familie mit ihm zu gründen, doch sie fühlt sich nicht bereit dazu. Eines Nachts sitzt sie auf dem Badezimmerboden und betet weinend zu Gott. Da ihre Eheprobleme bleiben, wird die nächtliche Flucht ins Badezimmer zur Gewohnheit. Liz bekommt Depressionen und verliert schließlich die Liebe zu sich selbst. Kurze Zeit später fasst sie Mut und reicht die Scheidung ein, doch sie fällt dadurch in einen jahrelangen Scheidungskrieg. Schließlich beginnt sie eine Affäre, die sich jedoch später ebenfalls auflöst. Als die Scheidung offiziell ist, beschließt sie, sich ein Jahr Auszeit zu nehmen. Sie teilt das Jahr in drei Aufenthalte in Ländern, die mit „I“ beginnen ein, die für sie verschiedene Bedeutungen haben: Sie beschließt, zuerst nach Italien zu reisen, da sie die italienische Sprache und das Essen („Eat“) über alles liebt. Danach möchte sie für einige Monate nach Indien gehen, weil sie zuvor ein Bild einer lächelnden Inderin gesehen hat und unbedingt so glücklich und zufrieden werden will wie sie. Dafür muss sie sich in einen Ashram zurückziehen und meditieren („Pray“). Danach will sie auch nach Bali (Indonesien) reisen, da dort ein Medizinmann ihr ein Jahr zuvor prophezeit hatte, sie würde wiederkommen und die Wahrheit erkennen. Hier wird sie dann das dritte Motto des Titels „Love“ finden.
Zuerst reist sie nach Italien. Dort perfektioniert sie ihr Italienisch und findet neue Freunde. Sie lehren sie „il dolce far niente“ (Die süße Kunst des Müßiggangs). Nach dem vielen Trubel in New York empfindet sie das erste Mal nach langer Zeit wieder Ruhe und Freude. Sie genießt die vielen Städtetouren und auch das italienische Essen. Dass sie durch das viele Essen einige Pfunde zugelegt hat, macht ihr nichts aus. Und mit einer etwas größeren Konfektionsgröße fliegt sie weiter.
In Indien lebt sie in einem Ashram. Der extreme Kulturwechsel macht ihr zwar anfangs zu schaffen, doch erstaunlicherweise gewöhnt sie sich schnell an den neuen Tagesablauf, der hauptsächlich aus Meditation und Schweigen besteht. Dort lernt sie einen Mann namens Richard kennen. Liz und der Texaner mit dem losen Mundwerk freunden sich schnell an. Er ist ihr eine große Stütze, vor allem da sie immer wieder anfängt, sich schwere Vorwürfe wegen ihrer gescheiterten Ehe und ihrer letzten Beziehung zu machen. Durch häufiges Meditieren und Zur-Ruhe-Kommen im Ashram ordnet sie nach zwei Jahren der Depression ihre Gedanken und Gefühle. Sie lernt sich besser kennen, lernt endlich, die Vergangenheit loszulassen und sich selbst treu zu bleiben. Sie fühlt sich wieder frei und verlässt Indien mit einem reinen Gewissen und starken Geist.
Kaum ist sie auf Bali angekommen, sucht sie den Medizinmann auf, den sie ein Jahr zuvor besucht hatte. Er erinnert sich an sie und lehrt sie das balinesische Meditieren (einfach Sitzen und Lächeln). Liz ist von der Kultur und dem Glauben Balis fasziniert. Zudem stellt sie sich häufig die Frage, wie es dazu kommt, dass die Einwohner immer so freundlich zu allem und jedem sind, was sie nicht gewohnt ist.
Liz lernt auch eine junge, verarmte Heilerin kennen, die gemeinsam mit ihrer kleinen Tochter und zwei adoptierten Waisenkindern in einem Raum hinter ihrer heruntergekommenen Praxis haust. Immer wieder rettet sich Liz zur Heilerin, wenn sie wieder Selbstzweifel plagen. Eine tiefe Freundschaft entsteht, doch die Heilerin hat große Geldprobleme und steht kurz vor dem Ruin. Gemeinsam mit ihren Freunden aus New York sammelt Liz genügend Geld, um ihr ein Haus zu kaufen. In dieser Zeit verliebt sich Liz in Felipe, einen Australier mit brasilianischen Wurzeln, der bereits seit Jahren auf Bali lebt. Obwohl sie zuerst Zweifel hat, ob sie während des Weges ihrer Selbstfindung eine neue Liebe in ihr Leben lassen soll, gibt sie nach, und verbringt den gemeinsamen Urlaub mit ihm, den sie zuvor abgelehnt hatte.

## Drehorte
Der Film wurde neben New York City auch an Originalschauplätzen in Italien, Indien und Indonesien gedreht.

## Einspielergebnisse
Das Budget des Films lag bei ca. 60 Mio. US-Dollar. An seinem Startwochenende spielte Eat Pray Love in Kanada und den USA über 23 Mio. US-Dollar ein und erreichte damit Rang 2 der Kinocharts. Der Film erreichte ein weltweites Einspielergebnis von rd. 204 Mio. US-Dollar, davon rd. 14 Mio. US-Dollar in Deutschland.

## Veröffentlichung
Die Free TV-Premiere im deutschsprachigen Raum fand am 26. Dezember 2012 auf ORF eins und Sat.1 jeweils um 20:15 statt.

## Kritiken
Der Film erhielt von den Nutzern der Internet Movie Database 5,2 von 10 möglichen Sternen basierend auf mehr als 18.000 Stimmen. Auf der Internetseite Rotten Tomatoes erreichte der Film ebenfalls nur eine schwache Wertung von 35 % basierend auf 210 Kritiken. Die deutschen Pressekritiken waren ebenfalls gespalten:

„Augenschmaus ohne Seele, der ernst zu nehmende Probleme einfach ausblendet.“

„Selbstfindung à la Hollywood – wo das Verspeisen eines Nudelgerichts als Hochkultur durchgeht, bleibt wahre Erkenntnis eben zwangsläufig auf der Strecke.“

„Auch wenn die zu glatte Produktion den Spirit von tiefer gehenden Lebenserfahrungen nicht ernsthaft vermitteln mag, ist sie sicher eine Inspiration für eine weitergehende Beschäftigung mit dem Thema Spiritualität und Glaube, auch außerhalb kirchlicher Institutionen – nicht nur Frauenzeitschriften werden diesen Film und den dadurch sicher auch bei uns aufblühenden Roman als willkommenen Aufmacher abhandeln. Und welcher Mann, oder Frau, würde sich nicht mit Julia Roberts als Reiseführerin gerne einmal auf sinnlich-spirituelle Reise entführen lassen?“

## Rezeption
Film und Roman wurden in anderen Filmen und Serienepisoden erwähnt, darunter in Bad Teacher (Film), The Big Bang Theory (Staffel 4, Folge 8), Pastewka, Die Simpsons (Staffel 21, Folge 3), in Castle (Roman), Shameless (Folge 9 Staffel 1) und Pretty Little Liars (Staffel 2, Folge 5).